# Чобан Ґерай
Чобан Ґерай (Чобан Гірей) — кримський царевич, син хана Мехмеда Ґерая.
У 1523 році після загибелі батька він залишив Крим через небажання підкорятися своєму дядькові Саадет ґераю, призначеному ханом турецьким султаном Сулейманом Пишним. За О. Гайворонським, Саадет Ґерай прибув до Кафи, де під час зустрічі з ханом Гази Ґераєм, наказав його вбити. Царевичі Баба та Чобан Ґераї, молодші брати Гази Ґерая, були ув'язнені.
Чобан Ґерай влаштувався в Астрахані у хана Хусейна. В кінці 1523 брав участь в обороні Астрахані від ногайського князя Мамая. Брат Мамая Юсуф, беручи участь в облозі Астрахані, діяв окремим полком. Під час вилазки Чобан Ґерай розбив загін Юсуфа.